# NGC 7700
NGC 7700 је лентикуларна галаксија у сазвежђу Рибе која се налази на NGC листи објеката дубоког неба.
Деклинација објекта је - 2° 57' 12" а ректасцензија 23h 34m 30,2s. Привидна величина (магнитуда) објекта NGC 7700 износи 13,8 а фотографска магнитуда 14,7. NGC 7700 је још познат и под ознакама MCG -1-60-6, PGC 71777.